# Ernest Boucquéau
Ernest Joseph Boucquéau (Houdeng-Goegnies, 7 juni 1821 - Sint-Joost-ten-Node, 16 juli 1880) was een Belgisch industrieel en volksvertegenwoordiger.

## Biografie
Boucquéau was de zoon van de landbouwer Grégoire Boucquéau en Clotilde Dervaux. Hij bleef vrijgezel. Hij was een schoonbroer van Louis Faignart, industrieel en volksvertegenwoordiger, en Félix-Guillaume Wittouck, likeurstoker, suikerraffinadeur en burgemeester van Sint-Pieters-Leeuw.
Na zijn doctoraat in de rechten aan de Université libre de Bruxelles (1842) nam hij deel aan de snelle industriële ontwikkeling in Henegouwen. Hij stichtte de Forges, Fonderies et Laminoirs Ernest Boucquéau in La Louvière en maakte er een bedrijf in bestendige expansie van. Hij kreeg weldra de steun van zijn dorpsgenoot Gustave Boël, die er directeur werd.
Toen het bedrijf dreigde ten onder te gaan wegens overinvestering en weigering van de banken om meer kredieten te verlenen, werd het faillissement vermeden doordat Boël al zijn spaarcenten ter beschikking stelde. Boucquéau beloonde deze trouw door van Boël zijn algemene erfgenaam te maken.
In 1870 werd hij verkozen tot volksvertegenwoordiger voor het arrondissement Zinnik. Hij bleef zetelen tot aan zijn dood. Tot in 1874 was dit als katholiek vertegenwoordiger, nadien evolueerde hij naar de liberale zijde.
In La Louvière is er een Rue Ernest Boucquéau.